# Christian Denayer
Christian Denayer (Elsene, 28 september 1945) is een Belgisch striptekenaar.

## Levensloop
Hij begon als decortekenaar van Tibet. Hij tekende verschillende stripreeksen, waaronder Alain Chevallier (voorgepubliceerd in Le Soir Jeunesse) en De brokkenmakers (voorgepubliceerd in Kuifje / Tintin). Tussen 1971 en 1977 tekende Christian Denayer ook de illustraties bij de misdaadmisteries van Inspecteur Spirou, ofwel Michel Trehet, geschreven door Michel Vasseur (pseudoniem van André-Paul Duchâteau).